# Zasadbreg
Zasadbreg är en ort i Kroatien.   Den ligger i länet Međimurje, i den norra delen av landet, 80 km norr om huvudstaden Zagreb. Zasadbreg ligger 246 meter över havet och antalet invånare är 897.
Terrängen runt Zasadbreg är huvudsakligen platt. Zasadbreg ligger uppe på en höjd. Runt Zasadbreg är det tätbefolkat, med 276 invånare per kvadratkilometer. Närmaste större samhälle är Varaždin, 17,3 km söder om Zasadbreg. Omgivningarna runt Zasadbreg är en mosaik av jordbruksmark och naturlig växtlighet.